# Amyloxenasma rallum
Amyloxenasma rallum är en svampart som först beskrevs av H.S. Jacks., och fick sitt nu gällande namn av Hjortstam & Ryvarden 2005. Amyloxenasma rallum ingår i släktet Amyloxenasma och familjen Amylocorticiaceae.   Inga underarter finns listade i Catalogue of Life.